# Dècada del 200 aC

## Esdeveniments
- La població de la Terra assoleix els 230 milions de persones[1]
- Eratòstenes calcula la distància entre la Terra i el Sol
- Escriptura dels Manu Smriti, llibre de lleis bramànic
- Segona Guerra Púnica, guerra entre l'imperi cartaginès i la República Romana pel domini naval del Mediterrani.

## Personatges destacats
- Antíoc III el Gran, rei selèucida (223 aC-187 aC)
- Filip V, rei de Macedònia (221 aC-179 aC)
- Hanníbal Barca